# Is There Anybody Out There? (album A Great Big World)
Is There Anybody Out There? – pierwszy album studyjny amerykańskiego zespołu popowego A Great Big World. Jest to debiutanckie wydawnictwo studyjne grupy, a drugie w ogóle po EP-ce A Great Big World z 2012 roku. Album został wydany 21 stycznia 2014 roku nakładem wytwórni Epic Records. Zawiera trzynaście utworów, w tym duet z piosenkarką muzyki pop Christiną Aguilerą.

## Lista utworów
1. "Rockstar" − 3:56
2. "Land of Opportunity" − 3:25
3. "Already Home" − 3:50
4. "I Really Want It" − 3:22
5. "Say Something" − 3:53
6. "You'll Be Okay" − 3:58
7. "Everyone Is Gay" − 2:10
8. "There Is an Answer" − 3:42
9. "I Don't Wanna Love Somebody Else" − 2:44
10. "This Is the New Year" − 3:15
11. "Shorty Don't Wait" − 4:11
12. "Cheer Up" − 2:11
13. "Say Something" (feat. Christina Aguilera) − 3:49

## Single
- "This Is the New Year" (wydany 21 maja 2013);
- "Say Something" (wyd. 3 września 2013);
- "I Really Want It" (singel promo, wyd. 10 grudnia 2013; reedycja jako singel oficjalny 2 maja 2014);
- "Rockstar" (promo, wyd. 3 marca 2014);
- "Already Home" (wyd. w kwietniu 2014).

## Pozycje na listach przebojów
| Kraj/region       | Notowanie (2014)      | Wydawca              | Najwyższa pozycja |
| ----------------- | --------------------- | -------------------- | ----------------- |
| Australia         | Top 100 Albums        | ARIA Charts          | 33                |
| Austria           | Top 100 Albums        | Ö3 Austria Top 40    | 36                |
| Holandia          | Top 100 Albums        | MegaCharts           | 55                |
| Kanada            | Canadian Albums Chart | Jam! Canoe/Billboard | 3                 |
| Stany Zjednoczone | Billboard 200         | Billboard            | 3                 |
| Szwecja           | Top 60 Albums         | Sverigetopplistan    | 25                |
| Wielka Brytania   | Top 200 Albums        | OCC                  | 16                |